# Naissance en 994
Naissance
- 990
- 991
- 992
- 993
- 994
- 995
- 996
- 997
- 998

Cette page dresse une liste de personnalités nées au cours de l'année 994  :
- Fujiwara no Kenshi,  ou Biwadono-Kōtaigō, impératrice consort de l'empereur Sanjō du Japon.
- Ibn Hazm, ou Abû Muhammad Alî ibn Ahmad ibn Sa'îd ibn Hazm az-Zahiri al-Andalussi, poète, historien, juriste, philosophe et théologien musulman.
- Wallada, poétesse andalouse.

date incertaine (vers 994)
- Lothaire Udo Ier, margrave de la Marche du Nord et comte de Marche de Stade.

## Crédit d'auteurs
- Cet article est partiellement ou en totalité issu de l'article intitulé « 994 » (voir la liste des auteurs).